# Gomilsko
Gomilsko – wieś w Słowenii, w gminie Braslovče. 1 stycznia 2017 liczyła 373 mieszkańców.